# オワイン・グウィネズ
オワイン・グウィネズ（Owain Gwynedd, 1100年以前 - 1170年11月28日）は、ウェールズのグウィネズの王（在位：1137年 - 1170年）で、ウェールズ公（羅: Princeps Walliae、ウェールズ語:  Tywysog Cymru）を称した。オワイン・アプ・グリフィズ（Owain ap Gruffydd）とも言うが、彼の名前Owain（英語ではOwenと綴る）は日本語ではオーワイン、オエイン、オウェン、オワインなどと表記されることもある。大サウェリンと呼ばれるサウェリン・アプ・ヨルウェルスの祖父で、サウェリンの覇権の基礎を築いた人物として評価されている。

## 生涯
オワインの父、グリフィズ・アプ・カナンはグウィネズ（またはグゥイネッズ、ウェールズ北部・スノードン山を中心とする地方）の強力かつ長命な支配者で、アングルシー島を根拠地に62年の長きに渡る治世を通じてウェールズに大きな影響力をふるった。オワインは兄弟とともに父を助け、1120年頃から盛んになるグゥイネッズの勢力拡大に活躍した。1135年に彼らはイングランドと戦って勝利を収めている。
1132年に長兄のカドゥアソンが死ぬと、オワインは兄弟間の第一人者となった。1137年に父グリフィズが死去すると、既に40歳ほどのオワインはグゥイネッズを兄弟と分け合って継承するが、次第に兄弟を圧倒し、1143年からはウェールズ北部のほとんどと南部の主要な拠点を領有するに至った。イングランドでヘンリー2世が即位すると、オワインはイングランド王の宗主権を受け入れ、1163年には王への忠誠の誓いと引き換えにウェールズの統治者として承認された。しかし、ウェールズの教会に対するカンタベリー大司教の権威は拒否し、1165年のウェールズ蜂起にあたっては王の所有する城を攻撃してさえいる。
オワインは1170年11月に死去した。彼の死により、息子たちの間で内戦が勃発し、グゥイネッズはオワイン時代の繁栄を失ってしまった。グゥイネッズの更なる覇権はオワインの孫、大サウェリンの登場を待たねばならない。